# Gro Harlem Brundtland
Gro Harlem Brundtland (Bærum, Noruega, 1939) és una política noruega, que fou primera ministra de Noruega en diverses ocasions i directora general de l'Organització Mundial de la Salut (OMS).

## Biografia
Va néixer el 20 d'abril de 1939 a la ciutat de Bærum, població situada al comtat d'Akershus i prop de la ciutat d'Oslo. Va estudiar medicina a la Universitat d'Oslo, on es graduà el 1963, i posteriorment amplià els seus estudis realitzant un postgrau a la Universitat Harvard l'any 1965.

## Carrera política
Membre del Partit Laborista el 1974 fou nomenada ministra de Medi Ambient, càrrec que ocupà fins al 1979 sota els governs de Trygve Bratteli i Odvar Nordli. El 4 de febrer de 1981 es convertí en la primera dona que ostentà el càrrec de primera ministra al seu propi país,
 tot i que el seu govern finalitzà el 14 d'octubre d'aquell mateix any.
Posteriorment, tornà a exercir aquest càrrec en dues ocasions més, entre el 9 de maig de 1986 fins al 16 d'octubre de 1989 i el 3 de novembre de 1990 fins al 25 d'octubre de 1996. El tercer ministeri va ser del 3 de novembre de 1990 al 25 d'octubre de 1996.
Brundtland es va convertir en líder del Partit Laborista el 1981 i va ocupar el càrrec fins que va dimitir el 1992, durant el seu tercer mandat com a primera ministra. El 1996 va renunciar al càrrec i es va retirar completament de la política. El seu successor com a líder del Partit Laborista el 1992 i com a primer ministre el 1996 va ser Thorbjørn Jagland.

### Política local
Brundtland va tornar a la política quan es va convertir en candidata a l’Ajuntament d'Oslo per a les eleccions locals de 2023. Finalment, va guanyar un escó al consell.

## Carrera internacional
El 1983, Brundtland va ser convidada pel llavors Secretari General de les Nacions Unides, Javier Pérez de Cuéllar, per establir i presidir la Comissió Mundial sobre Medi Ambient i Desenvolupament (WCED), àmpliament coneguda com la Comissió Brundtland.
Durant el seu tercer ministeri, el govern noruec el 1993 va prendre la iniciativa de patrocinar converses de pau secretes entre el govern d'Israel liderat per Yitshaq Rabín –com Brundtland, líder d'un Partit Laborista– i l'OLP liderada per Iàssir Arafat. Això va culminar amb la signatura dels Acords d'Oslo. Durant diversos anys després, Noruega va continuar tenint una implicació destacada en la promoció de la pau israelianopalestina, encara que cada cop més desplaçada pels Estats Units del seu paper de mediador.
Després del final del seu mandat com a primer ministre, Brundtland va ser escollida directora general de l'Organització Mundial de la Salut el maig de 1998, càrrec que desenvolupà fins al 2003. En aquest càrrec, Brundtland va adoptar un enfocament de gran abast a la salut pública, establint una Comissió de Macroeconomia i Salut, presidida per Jeffrey Sachs, i abordant la violència com un problema de salut pública important. Brundtland va liderar el moviment, ara a tot el món, per aconseguir l'abolició del tabaquisme mitjançant l'educació, la persuasió i l'augment dels impostos. Sota el seu lideratge, l'Organització Mundial de la Salut va ser un dels primers grans empresaris a fer de deixar de fumar una condició laboral. Sota el lideratge de Brundtland, l'Organització Mundial de la Salut va ser criticada per l'augment de la influència de les companyies farmacèutiques a l'agència.
Brundtland va ser reconeguda l'any 2003 per Scientific American com el seu líder polític de l'any per coordinar una resposta ràpida a tot el món per frenar els brots de SARS. Brundtland va ser succeïda el 21 de juliol de 2003 per Jong-Wook Lee. El 1994, Brundtland va rebre el premi Carlemany de la ciutat d’Aquisgrà.
El 2004 el diari britànic Financial Times la reconegué com el quart europeu més influent dels últims 25 anys després de Joan Pau II, Mikhaïl Gorbatxov i Margaret Thatcher.
L'any 2006 Brundtland va ser membre del Panell de Persones Eminents que va revisar el treball de la Conferència de les Nacions Unides sobre Comerç i Desenvolupament (UNCTAD). El maig de 2007 fou nomenada pel secretari general de les Nacions Unides Ban Ki-moon Enviada Especial per a la Cimera del Canvi Climàtic juntament amb l'ex-president de Xile Ricardo Lagos i el ministre d'Afers Estrangers de Corea del Sud Han Seung Soo.
El seu marit, Arne Olav Brundtland ha narrat les activitats polítiques distintives de Brundtland, en els seus dos best-sellers, Casat amb Gro (ISBN 82-516-1647-6) i Encara està casat amb Gro (ISBN 82-05-30726-1).
El 2007, Brundtland treballava per a Pepsi com a consultor.
Brundtland és membre del Consell de Dones Líders Mundials, una xarxa internacional de dones actuals i ex-presidentes i primeres ministres la missió de la qual és mobilitzar l'acció col·lectiva en temes d'importància crítica per a les dones i el desenvolupament equitatiu.
Brundtland també és membre del Club de Madrid, una organització independent d'antics líders d'estats democràtics, que treballa per enfortir la governança i el lideratge democràtics.
Brundtland és membre fundador de The Elders, un grup de líders mundials convocat originalment per Nelson Mandela, Graça Machel i Desmond Tutu per abordar alguns dels problemes més difícils del món. Mandela va anunciar el llançament del grup el 18 de juliol de 2007 a Johannesburg, Sud-àfrica. Brundtland ha estat activa en el treball de The Elders, participant en una àmplia gamma d'iniciatives del grup. Ha viatjat amb delegacions d'Ancians a Xipre, la península de Corea, Etiòpia, l'Índia i l'Orient Mitjà. Brundtland també ha participat en la iniciativa de The Elders sobre el matrimoni infantil, inclosa la fundació de Girls Not Brides: The Global Partnership to End Child Marriage. Va ser batejada vicepresidenta del grup el 2013 i va ser succeïda en aquest paper per Ban Ki-moon i Graça Machel el 2018.
Brundtland va assistir a les reunions de Bilderberg el 1982 i el 1983. El seu marit va assistir el 1991.
El 2019, Brundtland va exercir de copresidenta del Consell de Monitorització de la Preparació Mundial de l'OMS.

## Intent d'assassinat
Brundtland va escapar per poc de l'assassinat d’Anders Behring Breivik el 22 de juliol de 2011. Havia estat a l'illa d’Utøya hores abans de la matança per donar un discurs al camp de l’AUF; Breivik va declarar que originalment pretenia que Brundtland era l'objectiu principal de l'atac (juntament amb Eskil Pedersen i Jonas Gahr Støre), però s'havia retardat mentre viatjava des d'Oslo. Breivik va arribar a Utøya unes dues hores després que Brundtland hagués marxat.
Durant el seu judici el 2012, Breivik va revelar plans detallats d'assassinat de Brundtland. Va dir al tribunal que havia planejat emmanillar-la i després gravar-se llegint un text preparat que detallava els seus "crims", abans de decapitar-la davant la càmera amb una baioneta i penjar el metratge a Internet. Breivik va dir que si bé Brundtland havia estat el seu principal objectiu, també havia planejat massacrar a tots els altres a l'illa.

## Vida personal
Es va casar amb Arne Olav Brundtland el 9 de desembre de 1960. Van tenir quatre fills; un és mort. Tenen una casa al sud de França.

### Problemes de salut
Brundtland va ser operada de càncer d'úter l'any 2002 a l'Hospital Universitari d'Oslo, Ullevål. El 2008 es va saber que durant el 2007 havia rebut dos tractaments a Ullevål, sufragats amb les despeses públiques noruegues. Com que abans havia notificat a les autoritats noruegues que havia canviat de residència a França, ja no tenia dret a les prestacions de la seguretat social noruega. Després de l'atenció dels mitjans sobre l'assumpte, Brundtland va decidir canviar de residència una vegada més, tornar a Noruega, i també va anunciar que pagaria els tractaments ella mateixa. Brundtland ha afirmat patir una sensibilitat elèctrica que provoca mals de cap quan algú utilitza un telèfon mòbil a prop d'ella.

## Premis i reconeixements
Les seves contribucions al desenvolupament i el medi ambient li han portat diferents reconeixements, entre els quals el Premi del Tercer Món (1988), el Premi Indira Gandhi (1988), la Medalla d'Honor Dag Hammarskjöld (1991), el Premi Delphos de la Fundació Onassis (1992).
El 1994 fou guardonada amb el Premi Internacional Carlemany, concedit a la ciutat d'Aquisgrà, per la seva contribució en favor de la unitat europea.
El maig de 2013 fou guardonada amb el Premi Internacional Catalunya «per la seva determinació i el seu coratge en la defensa dels drets humans».